# 无指蚕科
无指蚕科（学名：Iospilidae）是叶须虫目下的一个科。

## 下属分类
本科包括以下属：
- Iospilopsis Augener, 1922
- 无指蚕属 Iospilus Viguier, 1886
- Paraiospilus Viguier, 1911
- Phalacrophorus Greeff, 1879